# Spartina alterniflora
Spartina alterniflora (en anglès Smooth Cordgrass o Saltmarsh Cordgrass) és una espècie herbàcia d'origen nord-americà que viu en aiguamolls i que fora del seu hàbitat originari es pot comportar com una mala herba invasiva.
Arreu del territori espanyol està catalogada com a espècie exòtica invasora. Entre altres, això implica que està prohibit comercialitzar-la i introduir-la al medi natural. Tampoc es poden reintroduir exemplars que hagin estat extrets de la natura.

## Descripció
És una planta perenne i de fulla caduques. Arriba a fer d'1 a 1,5 metres d'alt, presenta tiges sense pèls amb fulles de 20 a 60 cm de llarg i 1,5 cm d'ample.
Com l'espècie relacionada Spartina patens, produeix flors i llavors només en una banda de la tija. Les flors són verd grogoses i es tornen brunes a l'hivern. Té arrels profundes que quan es trenquen originen una reproducció vegetativa asexual. Les arrels són aliment per a ocells com les oques.
Spartina alterniflora permet que prosperi els musclos i altres espècies que aprofiten els canvis medioambientals que la planta propicia.
S. alterniflora és originària de la costa Atlàntica americana des de Terranova fins al nord de l'Argentina.

## Problemes com espècie invasora
Spartina alterniflora pot esdevenir una espècie invasora per ella mateixa o per hibridació amb espècies natives tot impedint la propagació de les espècies autòctones. Com a exemple d'hibridació és la que dona lloc a l'híbrid anomenat S. anglica que és producte de l'encreuament S.alterniflora × townsendii (S. alterniflora × S. maritima), que es produí accidentalment el 1870 en entrar en contacte a Anglaterra amb la planta anglesa Spartina maritima.
S. anglica és invasiva degut al vigor híbrid amb ela avantaqtges de tolerar salinitat més elevada i fer fotosíntesi efectiva a temperatues més baixes., per això s'ha estès pel nord-oest d'Europa. També als Estats Units s'ha estès (especialment als estats de Washington i Califòrnia i és difícil d'eliminar 